# Lucas Pérez
Lucas Pérez Martínez (Corunha, 10 de setembro de 1988) é um futebolista espanhol que atua como atacante. Defende atualmente o PSV Eindhoven.

## Clubes
Iniciou nas categorias juvenis do Atlético de Madrid C. Após disputar partidas na equipe principal do Rayo Vallecano, foi negociado com o Karpaty Lviv da Ucrânia. Em 2013 foi emprestado ao Dínamo de Kiev, o qual qualificou como os "piores quatro meses de minha vida".
Transferiu-se ao PAOK, onde tornou-se um dos artilheiros da liga grega.
Foi emprestado ao Deportivo da Corunha para a temporada 2014–15. Ao fim do empréstimo o clube o contratou em definitivo por quatro temporadas.
Em dezembro de 2015 igualou a marca do brasileiro Bebeto - atingido na temporada 1992–93, de anotar gols em sete partidas consecutivas pelo clube.
Em 30 de agosto de 2016 oArsenal anunciou sua contratação.
Em 9 de agosto de 2018, Pérez assinou um contrato de três anos com o West Ham United por uma taxa informada de £4 milhões. Ele fez sua estreia na liga pelo novo clube nove dias depois, entrando como substituto aos 77 minutos no jogo em casa contra o Bournemouth, que terminou com derrota por 1-2. Ele marcou seu primeiro gol por eles em 26 de setembro, na vitória por 8-0 sobre o Macclesfield Town na EFL Cup.
Em 4 de dezembro de 2018, Pérez marcou seus primeiros gols na liga após 700 dias: entrando no lugar de Marko Arnautović, ele marcou duas vezes na vitória por 3-1 em casa contra o Cardiff City, tornando-se o primeiro jogador do West Ham a realizar tal feito como substituto desde Paulo Wanchope em 2000.
Em maio de 2019, o West Ham aceitou uma oferta do Deportivo Alavés por Peréz por uma taxa de €2.5 milhões sujeita a exame médico. Ele oficialmente assinou com o clube em 3 de junho, fazendo sua estreia na liga em 18 de agosto ao jogar os últimos minutos da vitória em casa por 1–0 sobre o Levante UD. Ele marcou seu primeiro gol em 29 de setembro, o primeiro em uma vitória por 2–0 contra o RCD Mallorca também no Estádio Mendizorrotza.
Em 29 de outubro de 2019, Pérez empatou em 1-1 em casa com o Atlético de Madrid, tornando-se o primeiro jogador do Alavés a marcar em cinco jogos consecutivos da La Liga desde 1955. Ele repetiu o feito na partida seguinte (contra o CA Osasuna, derrota por 4-2), e no processo tornou-se o primeiro jogador do clube a conseguir isso em seis jogos consecutivos. Ele balançou as redes pela sétima vez em 9 de novembro contra o Real Valladolid, tornando-se o primeiro jogador na história da competição a marcar em sete jogos consecutivos com duas equipes diferentes, como ele já havia feito antes com o Deportivo. Pérez encerrou seu contrato em 18 de agosto de 2021.
Em 31 de agosto de 2021, o agente livre Pérez assinou um contrato de um ano com o Elche CF, ainda na primeira divisão. No dia 31 de janeiro seguinte, ele se transferiu para o Cádiz CF da mesma liga, em um contrato de 18 meses.
Pérez concordou em retornar ao Deportivo em 31 de dezembro de 2022, com o acordo sendo efetivado na abertura da janela de transferências de janeiro; o próprio jogador pagou €493.000 para ser liberado. Ele marcou dois gols em sua estreia na Primera Federación oito dias depois, em uma vitória por 3 a 0 sobre o Unionistas de Salamanca CF.

## Carreira internacional
Pérez conquistou seu primeiro cap pela seleção autônoma da Galícia em 20 de maio de 2016, aparecendo no amistoso 2–2 com a Venezuela.

## Títulos
Arsenal
- Copa da Inglaterra: 2016–17

Deportivo La Coruña
- Primera Federación: 2023–24

PSV Eindhoven
- Eredivisie: 2024–25